# Білоколос Євген Дмитрович
Євген Дмитрович Білоколос (нар. 1932 - 16 лютого 2024) — завідувач відділу Інституту магнетизму НАН України та Міністерства освіти і науки України. Доктор фізико-математичних наук, професор.

## Освіта
Закінчив Московський інженерно-фізичний інститут у 1962 р.

## Область наукових інтересів
Теоретична фізика і прикладна математика. Аналітично інтегровані класичні і квантові завдання.

## Професійний досвід
- Аспірант (1962–1965) — Інститут електрохімії, Москва, Росія.
- Старший науковий співробітник (1965–1970) — Донецький фізико-технічний інститут, Донецьк, Україна.
- Старший науковий співробітник (1970–1985) — Інститут теоретичної фізики, Київ, Україна.
- Старший науковий співробітник (1985–1995) — Інститут металофізики, Київ, Україна.
- Завідувач відділу (з 1997), головний науковий співробітник (1995–1997) — Інститут магнетизму, Київ, Україна.

## Викладацький досвід
- 1967–1970 — квантова механіка, квантова теорія твердого тіла, теорія груп для фізиків (лекції і спеціальні курси в Донецькому національному університеті).
- 1982–1990 — спеціальний курс електродинаміки для аспірантів Київського національного університету імені Тараса Шевченка.
- З 1982 — професор Київського національного Університету імені Тараса Шевченка.

## Публікації
Більш ніж 90 статей в провідних журналах.

## Нагороди
- Премія Президії АН УРСР ім. М. М. Крилова за цикл робіт «Точно інтегровані нелінійні системи статистичної механіки» (разом з Д. Я. Петриною та О. М. Курбатовим) (1984).
- Заслужений діяч науки і техніки України (2000).
- Премія НАН України імені М. М. Боголюбова (2008).
- Державна премія України в галузі науки і техніки 2013 року — за цикл наукових праць «Нелінійні хвилі та солітони у фізиці конденсованого середовища» (у складі колективу)[1]

## Обрані труди
- Belokolos E.D. Initial and boundary value problems for the sine-Gordon equation. — In: «Algebraic and Geometric methods in Mathematical Physics», eds., A. Boutet de Monvel and V. Marchenko, Netherlands: Kluwer Acad. Publ. 1996, pp 263—275.
- Belokolos E.D., Kolezhuk A.K., Musienko O.A. Exactly solvable model of statistical mechanics with a countable set of phases. — Phys. Rev. Lett. v. 67, N 1, 74-76, 1991.
- Belokolos E.D., Bobenko A.I., Enolskii V.Z, Matveev V.B. Algebraic-geometric principles of superposition of finite-zone solutions of integrable non-linear equations. — Russian Math. Surveys., V. 41, 1-49, 1986.
- Belokolos E.D., Petrina D.Ya. On a connection of the approximating Hamiltonian method and the finite-gap integration method. — Doklady AN SSSR, v. 275, N 3, 580—582, 1984.
- Belokolos E.D., Bobenko A.I., Enolskii V.Z.,Its A.R., Matveev V.B. Algebro-geometrical approach to nonlinear integrable equations. — Springer Series in Nonlinear Dynamics, Berlin: Springer-Verlag 1994, XII+320 p.
- Belokolos E.D. Peierls-Frohlich problem and potentials with finite number of gaps. — Teoret. Mat. Fiz., v.45, N2, 268—275, 1980; ibid., v.48, N1, 60-69, 1981.
- Belokolos E.D. Quantum particle in one-dimensional deformed lattice. — Teoret. Mat. Fiz., v.23, N3, 344—357, 1975; ibid., v.26, N1, 35-41, 1976.